# شيرينغ أيه جي
شيرينغ أيه جي (بالإنجليزية: Schering AG)‏ كانت شركة صناعة دوائية مقرها في ودينغ، برلين في ألمانيا عملت مستقلة من 1851 إلى 2006. اشترتها باير في عام 2006 ودمجت لتكون فرعا تحت اسم باير شيرينغ فارما ثم أعيدت تسميتها في 2011 إلى باير هيلث كير فارماسيوتيكالس.
كانت شيرينغ أيه جي مدرجة في بورصة فرانكفورت في عام 2004 وكان فيها 26000 موظفا.

## التاريخ
أسس إرنست كريستيان فريدريش شيرينغ شركة شيرينغ عام 1851 ودمجت مع شركة باير عام 2006. مقر الشركة في ودينغ، برلين (كان جزءا من برلين الغربية خلال الحرب الباردة).
تقوم مختبرات بارلكس (بالإنجليزية: Berlex Laboratories)‏ بإنتاج العلامات التجارية لشيرينغ في أمريكا الشمالية.
كانت شيرينغ بلاو فرعا تابعا لشركة شيرينغ في الولايات المتحدة، وقد دمج مع ميرك آند كو في عام 2009.